# Max Colpet
Max Colpet (geboren 19. Juli 1905 in Königsberg, Ostpreußen; gestorben 2. Januar 1998 in München; eigentlich Max Kolpenitzky, weiteres Pseudonym Max Kolpe) war ein staatenloser, ab 1954 US-amerikanischer Schriftsteller, Drehbuchautor und Liedtexter. Sein bekanntestes Werk ist der deutsche Text von Sag mir, wo die Blumen sind.

## Leben und Wirken
Max Kolpenitzkys Vater stammte aus Wilna, seine Mutter aus Dünaburg, sie waren als russische Staatsbürger ins Deutsche Reich gekommen, galten hier aber als staatenlos. Die Familie wurde wegen ihrer russischen Herkunft zu Beginn des Ersten Weltkriegs in Bad Liebenstein in Thüringen interniert. 1920 zog sie nach Hamburg, wo Max die Talmud-Thora-Schule besuchte und auf einem Gymnasium das Abitur machte. Er war im Wandervogel und in der zionistischen Jugendbewegung aktiv. Das Ingenieursstudium an der Technischen Hochschule Berlin führte er nicht zu Ende, sondern lebte in Berlin von feuilletonistischen Zeitungsbeiträgen im Berliner Tageblatt, Querschnitt, Tempo, Simplicissimus, Stachelschwein und Weltspiegel. Er arbeitete auch fürs Radio und für den Film.
Gemeinsam mit Erik Ode gründete er 1928 in Berlin das Kabarett „Anti“ und war 1929 an der Gründung von Werner Fincks Katakomben-Kabarett beteiligt. 1932 begann Colpet Filmdrehbücher zu verfassen, bei einigen dieser Manuskripte (Scampolo, ein Kind der Straße, Das Blaue vom Himmel, Madame wünscht keine Kinder) kam es zur Zusammenarbeit mit dem fast gleichaltrigen Nachwuchsautor Billy Wilder, aus der eine lebenslange Freundschaft erwachsen sollte. Nach der Machtübergabe an die Nationalsozialisten 1933 musste er sich verbergen und konnte mit einem französischen Visum fliehen, seine Eltern wurden Opfer des Holocaust. In Paris kam es 1934 bei Wilders Regiedebüt Mauvaise graine erneut zu einer Zusammenarbeit. 1935 ging er nach Österreich, für das Theater an der Wien schrieb er 1937 das Musical Pam-Pam. 
Nach dem Anschluss Österreichs 1938 floh Max Colpet erneut nach Frankreich, die französische Armee akzeptierte seine Freiwilligenmeldung nicht. Mit Max Ophüls produzierte er das Radiodrama Les sept crimes d’Adolf Hitler. In Vichy-Frankreich wurde er interniert, entkam aber 1943 in die Schweiz, wo er die Kriegszeit wieder interniert wurde. 1945 ging er wieder nach Paris und beteiligte sich an Roberto Rosselinis Film Deutschland im Jahre Null. Billy Wilder lud ihn 1948 nach Hollywood ein, wo er 1954 schließlich die amerikanische Staatsbürgerschaft erhielt. Noch im selben Jahr ging Colpet in die Bundesrepublik Deutschland und lebte fortan in München. Dort arbeitete er u. a. als Texter für die Münchner Lach- und Schießgesellschaft und übersetzte die Musicals West Side Story und Irma la Douce ins Deutsche. Er lebte seit 1966 in der Schweiz, auch wegen rassistischer Anfeindungen in Deutschland. Eine enge Freundschaft verband Colpet nicht nur mit Wilder, sondern auch mit Marlene Dietrich, für die er Liedtexte schrieb.
Sein bekanntestes Werk ist der deutsche Text Sag mir, wo die Blumen sind auf das Antikriegslied von Pete Seeger, das die Dietrich in der deutschen Fassung weltbekannt machte. Außerdem schrieb er einen deutschen Text zu Donovans Protestsong Universal Soldier unter dem Titel Der ewige Soldat, der ebenfalls für Marlene Dietrich vorgesehen war. Die von Buffy Sainte-Marie komponierte Melodie wurde dann jedoch auf Wunsch des Musikproduzenten Gerhard Mendelson mit dessen Entdeckung Dominique 1965 aufgenommen – allerdings ohne messbaren Erfolg.

## Werke

### Liedtexte (Auswahl)

#### Eigene Texte
- Allein in einer großen Stadt (Musik: Franz Wachsmann; Interpretin: Marlene Dietrich, Lale Andersen)
- Allein und doch nicht allein (Musik: Erwin Halletz; Interpret: Thomas Fritsch)
- Bescheiden (Musik: Mischa Spoliansky; Interpreten: Friedel Hensch und die Cyprys)
- Der Boss ist nicht hier (Musik: Lotar Olias; Interpret: Freddy Quinn)
- Charley’s Tante (Musical nach dem Theaterstück von Brandon Thomas; Musik: Ralph Maria Siegel)
- Du hast so etwas, Billy (Musik: Lotar Olias; Interpretin: Hanne Wieder)
- Ein heißer Kuß, ein süßer Blick (als Max Kolpe; Musik: Theo Mackeben; Interpret: Curt Bois)
- Ein Leben ohne Liebe (Musik: Lotar Olias; Interpretin: Zarah Leander)
- Eine Reise nach dem Süden (Musik: Charly Niessen; Interpret: Gus Backus)
- Einmal möcht’ ich erwachen (Musik: Lotar Olias; Interpretin: Violetta Ferrari)
- Erfolgssong (Heut muss ein Mann seinen Mann steh’n) (mit Robert Gilbert; Musik: Werner Richard Heymann; Interpret: Hans Albers)
- Halleluja 2000 (Musik: Lotar Olias; Interpret: Bruce Low)
- Herr Meier (Musik: Lotar Olias; Interpret: Freddy Quinn)
- Ich möcht’ so gerne treu sein (Musik: Ralph Maria Siegel; Interpretin: Margit Saad)
- In der Rue Royal (Musik: Michel Emer; Interpretin: Margit Saad)
- Ist das die Welt, die wir mal erben sollen? (Musik: Werner Scharfenberger; Interpretin: Dominique)
- Komm, laß uns einen kleinen Rumba tanzen (als Max Kolpe; Musik: Theo Mackeben; Interpret: Curt Bois)
- La Crise est finie (mit Jean Lenoir; Musik: Franz Waxman; Interpret: Albert Préjean)
- Mein Mann, der fährt zur See (Musik: Lotar Olias; Interpret: Bruce Low)
- On ne voit ça qu’a Paris (mit Jean Lenoir; Musik: Franz Waxman; Interpret: Albert Préjean)
- Und wieder steht der Sonntag vor der Tür (Musik: Erwin Halletz; Interpretin: Dominique)
- Verliebt muß man sein (Musik: Erwin Halletz; Interpret: Thomas Fritsch)
- Wann kommt das Glück auch zu mir? (Musik: Lotar Olias; Interpret: Freddy Quinn)
- Die Welt ist doch für alle da (Musik: Lotar Olias; Interpretin: Violetta Ferrari)
- Wenn ich diese Platte spiel’ (Musik: Lotar Olias; Interpretin: Lale Andersen)
- Wo ist der Mann? (als Max Kolpe; Musik: Peter Kreuder; Interpretin: Marlene Dietrich, Jayne Mansfield)
- Die Zeitfurie (als Max Kolpe; Musik: Ralph Maria Siegel; Interpretin: Hilde Hildebrand, Hanne Wieder)

#### Übertragungen
- Bitte geh nicht fort – Ne me quitte pas (Musik und Originaltext: Jacques Brel; Interpretin: Marlene Dietrich)
- Der ewige Soldat – Donovan: Universal Soldier (Musik und Originaltext: Buffy Sainte-Marie; Interpretin: Dominique, Juliane Werding)
- Für alles kommt die Zeit – Turn! Turn! Turn! (To Everything There Is a Season) (Musik und Originaltext: Pete Seeger; Interpretin: Marlene Dietrich)
- Das Herz einer Frau – The Love of a Boy (Musik: Burt Bacharach, Originaltext: Hal David; Interpretin: Zarah Leander)
- Ich erwarte dich – Gilbert Bécaud: Je t’attends (Musik: Gilbert Bécaud, Originaltext: Charles Aznavour; Interpret: Günther Schramm)
- Jimmy und Joe – Billy Murray: Two Little Boys (Musik: Theodore F. Morse, Originaltext: Edward Madden; Interpret: Peter Alexander)
- Kleine treue Nachtigall – Message to Martha / Michael (Musik: Burt Bacharach, Originaltext: Hal David; Interpretin: Marlene Dietrich)
- Lumpi – Mirza (Musik und Originaltext: Nino Ferrer; Interpret: Lou van Burg)
- Marie – Marie – Gilbert Bécaud: Marie, Marie (Musik: Gilbert Bécaud, Originaltext: Pierre Delanoë; Interpretin: Marlene Dietrich)
- Mich stört kein Regen und kein Wind – B. J. Thomas: Raindrops Keep Fallin’ on My Head (Musik: Burt Bacharach, Originaltext: Hal David; Interpret: Fred Bertelmann)
- Nein, ich verliebe mich nicht mehr – I’ll Never Fall in Love Again (Musik: Burt Bacharach, Originaltext: Hal David; Interpretin: Liesbeth List u. a.)
- Sag mir, wo die Blumen sind – Where Have All the Flowers Gone (Musik und Originaltext: Pete Seeger; Interpretin: Marlene Dietrich u. a.)
- Tausendmal am Tag – Mille fois par jour  (Musik: Raymond Bernard, Originaltext: Frank Gérald; Interpretin: Hildegard Knef)
- This World of Ours – Cette nuit-là (Musik und Originaltext: Jean-Jacques Debout; Interpretin: Marlene Dietrich u. a.)
- Die Welt war jung – Edith Piaf: Le Chevalier de Paris (Musik: Philippe-Gérard, Originaltext: Angèle Vannier; Interpretin: Marlene Dietrich u. a.)
- West Side Story (deutscher Text des Musicals von Leonard Bernstein [Musik] und Stephen Sondheim [Text])

### Filmografie (Auswahl)
- 1932: Einmal möcht’ ich keine Sorgen haben
- 1932: Es geht um alles
- 1932: Scampolo, ein Kind der Straße
- 1932: Das Blaue vom Himmel
- 1933: Madame wünscht keine Kinder
- 1934: Mauvaise graine
- 1934: Die Krise ist vorbei (La Crise est finie)
- 1936: Der kleine Kavalier (Mircha)
- 1938: Place de la Concorde
- 1938: Die Zehnte soll es sein (Accord final)
- 1938: Geheimnis im Hinterhaus (Derrière la façade)
- 1939: Aber mein Hans, der kann’s (Le grand élan)
- 1939: Diebe und Liebe (Battement de cœur)
- 1941: Ihr erstes Rendezvous (Premier rendez-vous)
- 1946: Heartbeat
- 1948: Deutschland im Jahre Null (Germania in anno zero)
- 1955: Ihr erstes Rendezvous
- 1955: Liebe ohne Illusion
- 1958: Der Mann, der nicht nein sagen konnte (Manden, der ikke ku’ sige nej)
- 1960: … und noch frech dazu!
- 1962: Nie hab ich nie gesagt

## Aufnahmen/Tonträger
- Max Colpet (Kolpe) – Autorenporträt in historischen Aufnahmen 1930–1937: Hoppla, jetzt komm’ ich! Interpreten: Marlene Dietrich; Hans Albers; Hilde Hildebrand; Willi Forst u. a. Duo-phon-Musikverlag, Berlin 2005: Edition Berliner Musenkinder 05523

## Schriften
- Sag mir, wo die Jahre sind. Erinnerungen eines unverbesserlichen Optimisten. Ullstein, Frankfurt am Main und Berlin 1991, ISBN 3-548-22011-8.
- Im Sandmeer der Zeit. 60 Jahre Filmschaffen – eine moderne Odyssee. Logos, Saarbrücken 1995, ISBN 3-928598-49-X (Rezension: Klaus Geitel: Wie ein Kartengruß aus irgendwo oder Erstaunen über Max Colpet. In: Die Welt, 16. September 1995, abgerufen: 6. Oktober 2010)